# Trencsénmitta
Trencsénmitta (szlovákul Trenčianske Mitice) község Szlovákiában, a Trencséni kerületben, a Trencséni járásban. Mitta, Nemesmitta és Rozsonymitta egyesítésével jött létre.

## Fekvése
Trencséntől 18 km-re délkeletre.

## Története

### Mitta
Mittát, vagy régi nevén Egyházasmittát 1269-ben „Mitha” alakban találjuk. Temploma már az 1332 és 1337 között készített pápai tizedjegyzékben szerepel. 1406-ban „Mytta”, 1433-ban „Myttych”, 1493-ban „Mythycz”, 1505-ben „Eghazas Mytha” néven említik. Kezdetben különböző nemesi családok birtoka, majd 1505-ben már a nyitrai püspökségé. Neve a szláv Mita személynévből származik. 1598-ban 9 ház állt a faluban. 1720-ban mindössze egy adózó portája volt. A 18. században üveggyár működött a területén. 1784-ben 22 házában 25 család és 157 lakos élt.
A 18. század végén Vályi András így ír róla: „MITTICZ. Kosztolán Mitticz, Nemes Mitticz, és R. Mitticz. Három tót falu Trentsén Várm. K. Mitticznek földes Ura a’ Nyitrai Püspökség, N. Mitticznek pedig több Urak, R. Mitticznek Modocsányi Uraság, lakosai katolikusok, és másfélék is, fekszenek egy máshoz nem meszsze, földgyei jók, vagyonnyaik külömbfélék, el adásra alkalmatos módgyok van.”
1828-ban 22 háza volt 283 lakossal. Lakói főként mezőgazdasággal foglalkoztak.
Fényes Elek 1851-ben kiadott geográfiai szótárában így ír a faluról: „Miticz (Kosztolán), tót falu, Trencsén vmegyében, 218 kath., 5 zsidó lak. Kath. paroch. templom. F. u. a nyitrai püspök. E helységek az uj rendezés szerint Nyitra vgyéhez kapcsoltattak. Ut. p. Nyitra-Zsámbokrét.”
A trianoni békéig Trencsén vármegye Báni járásához tartozott.
1960-ban vonták össze Nemesmittával és Rozsonymittával.

### Rozsonymitta
Rozsonymitta neve 1439-ben bukkan fel először. 1489-ben „Rosen Mytha”, 1598-ban „Roson Miticz” néven említik. Ekkor 11 ház állt a településen. 1784-ben az első népszámlálás 25 házat, 41 családot és 217 lakost talált a településen.
A 18. század végén Vályi András így ír róla: lásd Mittánál.
1828-ban 51 háza és 271 lakosa volt. Lakói főként mezőgazdaságból éltek.
Fényes Elek 1851-ben kiadott geográfiai szótárában így ír a faluról: „Miticz (Rozson), tót falu, Trencsén vmegyében: 182 kath., 5 zsidó lak. F. u. Molesiczky.”
A trianoni békéig Trencsén vármegye Báni járásához tartozott.
A Szlovák Nemzeti Felkelés idején élénk partizántevékenység folyt itt. 1945 után két kőbánya nyílott a faluban. 1960-ban vonták össze Nemesmittával és Mittával.

### Nemesmitta
Nemesmitta 1369-ben „Felseu Mitha alias Lukach Mitaya” alakban bukkan fel az írott forrásokban. 1464-ben „Kezep Mytha”, 1518-ban „Kezepse Mythycz”, 1598-ban „Nemes Miticz” néven szerepel. A Mittay család birtoka volt. 1598-ban hat ház állt a településen. 1784-ben 40 háza, 53 családja és 228 lakosa volt.
A 18. század végén Vályi András így ír róla: lásd Mittánál.
1828-ban 21 házában 269 lakos élt.
Fényes Elek 1851-ben kiadott geográfiai szótárában így ír a faluról: „Miticz (Nemes), tót falu, Trencsén vmegyében: 267 kath., 1 evang., 16 zsidó lak. F. u. nemesek.”
A trianoni békéig Trencsén vármegye Báni járásához tartozott.
1960-ban vonták össze Mittával és Rozsonymittával.

## Népessége
| Év:            | 1994. | 2004.   | 2014.   | 2024.    |
| -------------- | ----- | ------- | ------- | -------- |
| Emberek száma: | 735   | 716     | 773     | 877      |
| Eltérés:       |       | -2,58 % | +7,96 % | +13,45 % |

| Év:            | 2023. | 2024.   |
| -------------- | ----- | ------- |
| Emberek száma: | 858   | 877     |
| Eltérés:       |       | +2,21 % |

1910-ben Mittának 207, Nemesmittának 198, Rozsonymittának 291, túlnyomórészt szlovák lakosa volt.
2001-ben 732 lakosából 712 szlovák volt.
2011-ben 767 lakosából 756 szlovák volt.

## Nevezetességei
- Mitta temploma a 13. században épült, 1794-ben barokk-klasszicista stílusban építették át. Harangját 1451-ben öntötték.
- Rozsonymitta reneszánsz kastélya a 18. század elején épült. A 19. században neoklasszicista stílusban alakították át.